# Kaisānīya
Die Kaisānīya (arabisch كيسانية, DMG Kaisānīya) war eine frühe extrem-schiitische Gruppierung, die sich nach dem Aufstand von al-Muchtār ibn Abī ʿUbaid in Kufa herausbildete und Muhammad ibn al-Hanafīya als ihren Imam und Mahdi verehrte. Bei der Kaisānīya hatte sich die spätere schiitische Lehre, bei der das Imamat über ʿAlī ibn Husain Zain al-ʿĀbidīn, den Sohn von al-Husain ibn ʿAlī, weitergeführt wurde, noch nicht durchgesetzt. Nach dem Tod von Muhammad ibn al-Hanafīya glaubten viele Kaisāniten, dass dieser sich nur verborgen habe.

## Benennung
In der islamischen Häresiographie wird der Name der Gruppierung damit erklärt, dass Kaisān der Laqab-Beiname von al-Muchtār war. Eine Theorie besagt, dass schon ʿAlī selbst al-Muchtār diesen Beinamen verliehen hatte. Nach al-Hasan ibn Mūsā an-Naubachtī dagegen hatte al-Muchtār diesen Beinamen vom Chef seiner Polizeieinheit übernommen, der Abū ʿAmra Kaisān hieß und noch radikalere Lehren vertrat als er selbst. Wie er berichtet, führten andere diesen Beinamen jedoch auf einen Maulā ʿAlīs zurück, der so hieß und sein Geheimsekretär war. Er soll al-Muchtār dazu gebracht haben, Rache für den Tod al-Husains zu fordern.

## Lehren
Eine der wichtigsten Quellen für die Glaubenslehren der Kaisāniten ist das vor 905 abgefasste „Buch der Lehren und Sekten“ (Kitāb al-Maqālāt wa-l-firaq) von dem  imamitischen Doxographen al-Qummī. Seinem Bericht zufolge war für die Kaisāniten der Glaube an die sogenannten vier Nachkommen (asbāṭ, von sg. sibṭ, wörtlich „Enkel, Stamm“) kennzeichnend. Damit waren ʿAlī ibn Abī Tālib und seine drei Söhne al-Hasan, al-Husain und Muhammad ibn al-Hanafīya gemeint, die von ihnen als Imame verehrt wurden. Die Kaisāniten sahen diese vier als die geistlichen Erben der vier Söhne des Patriarchen Jakob an, nämlich Levi, Juda, Josef und Benjamin, deren Nachkommen eine herausgehobene Rolle innerhalb der zwölf Stämme Israels spielten. Die Kaisāniten meinten, dass allein den genannten vier Stämmen Macht, Ruhm, Ehre und Prophetentum zukamen, und die anderen Stämme Israels nur durch den Ruhm dieser vier Brüderstämme überhaupt zum Rang eines Stammes (sibṭ) aufgestiegen seien. So sei es auch mit den Banū Hāschim: Zwar hätten alle den Rang von Nachkommen, doch besäßen nur vier von ihnen, nämlich ʿAlī, al-Hasan, al-Husain und Muhammad ibn al-Hanafīya, das Imamat, Kalifat und Königtum.
Die Vierheit der Nachkommen begründeten die Kaisāniten mit dem Koranwort in Sure 95:1-3: „Bei den Feigenbäumen! Bei den Olivenbäumen! Beim Berge Sinai! Bei diesem sicheren Ort!“ Hierin sahen sie eine Anspielung auf ʿAlī (= Feigenbaum), al-Hasan (= Olivenbaum), al-Husain (= Berg Sinai) und Muhammad ibn al-Hanafīya (= dieser sichere Ort). Al-Qummī berichtet, dass eine Gruppe der Kaisāniten behauptete, dass durch die vier Enkel „die Schöpfung mit Regen getränkt, der Feind bekämpft, der Beweis offenbart und der Irrtum abgetötet“ werde. „Wer ihnen folge, komme ans Ziel, wer hinter ihnen zurückbleibe, werde vernichtet. Zu ihnen nehme man Zuflucht; sie seien wie die Arche Noah: wer sie betrete, tue das Rechte und werde errettet; wer aber draußen bleibe, ertrinke und versinke.“
Die Anhänger des Kaisāniten Ibn Harb lehrten, dass die vier Nachkommen vor der Zwietracht, vor dem Fehltritt und Versehen sicher seien. ʿAlī nannten sie den „Nachkommen von Glauben und Sicherheit“, al-Hasan den „Nachkommen von Licht und Paradies“, al-Husain den „Nachkommen von Beweis und Katastrophe“. In Muhammad ibn Hanafīya schließlich sahen sie denjenigen Nachkommen, der der erwartete Mahdi (al-mahdī al-muntaẓar) sei. Er „werde die Ursachen darlegen, auf den Wolken reiten, die Winde wehen lassen, die Wasserflut (heran)blasen, das Tor des Dammes verrammeln, den nötigen Richterspruch fällen und bis zur siebten Erde vordringen.“

## Aufspaltung in Untersekten
Nach dem Tod von Muhammad ibn al-Hanafīya im Jahre 700 kam es zu einer Aufspaltung der Kaisānīya. Einige von den Kaisāniten, die Anhänger von Abū Karib ad-Darīr, glaubten, dass Muhammad nicht gestorben, sondern noch am Leben sei und sich in den Radwā-Bergen verborgen habe, wo ihn zwei Engel an seiner Rechten und seiner Linken in Gestalt eines Löwen und eines Panthers bewachten. Morgens und abends, so lehrten sie, erhalte er Speise aus dem Paradies. Nach der Lehre dieser Gruppe, die Karibīya genannt wurde, war Muhammad ibn al-Hanafīya der erwartete Qā'im und Mahdi. Er werde nicht sterben, bis er die Welt mit Gerechtigkeit erfülle, so wie sie mit Ungerechtigkeit erfüllt war. Einige Karibiten meinten, dass das die Strafe dafür war, dass Muhammad ibn al-Hanafīya ʿAbd al-Malik ibn Marwān den Baiʿa geleistet hatte.
Dieser Gruppe ist wahrscheinlich der Dichter Kuthaiyir ibn ʿAbd ar-Rahmān (gest. 723) zuzuordnen, der mit dem folgenden Gedicht zitiert wird:
A-lā anna l-aʾimmata min Quraiš

ʿAlīyun wa-ṯ-ṯalāṯatu min banī-hi

wa-sibṭun sibṭu īmānin wa-birr

wa-sibṭun lā yaḏūqu l-mauta ḥattā

muġaiyabun lā yurāʿī-him sanīnan
wulātu l-ḥaqqi arbaʿata siwāʾ

humu l-asbāṭu laisa la-hum ḫafāʾ

wa-sibṭun ġaibatu-hū Karbalāʾ

yaʿūda l-ḫailu yaqdumu-hā l-liwāʾ

bi-Raḍwā ʿinda-hū ʿasalun wa-māʾ
Sind nicht die Imame von den Quraisch?

ʿAlī und seine drei Söhne;

Einer ist der Nachkomme von Glaube und Pietät,

und einer wird den Tod nicht kosten, bis

Er ist entrückt, kann sie für Jahre nicht weiden,
Die rechtmäßigen Gebieter sind vier, gleichermaßen

sie sind die Nachkommen; für sie gibt es nichts Verborgenes

ein Nachkomme wurde bei Kerbela entrückt,

die Pferde werden zurückkehren, vor ihnen das Banner

im Radwā, versehen mit Honig und Wasser.
Eine andere Gruppe, die von Haiyān as-Sarrādsch angeführt wurde, meinte, dass Muhammad ibn al-Hanafīya in den Radwā-Bergen gestorben sei, jedoch vor dem Tag der Auferstehung auf die Erde zurückkehren werde, indem er zusammen mit seiner Gruppe (šīʿa) wieder zum Leben erweckt würde. Deswegen wurde diese Leute auch die „Leute der Rückkehr“ (aṣḥāb ar-raǧʿa) genannt. Zusammen mit ihnen, so glaubten sie, würde Muhammad ibn al-Hanafīya die Erde in Besitz nehmen und sie mit Gerechtigkeit erfüllen, so wie sie mit Ungerechtigkeit angefüllt war. Die Tauba derjenigen, die sich ihnen entgegenstellten, sollte dann aber nicht mehr angenommen werden, meinten sie und stützten sich dabei auf Sure 6:158: „Am Tag, da ein Zeichen deines Herrn kommt, da nützt keiner Seele ihr Glaube, die nicht schon vorher glaubte.“
Eine dritte Gruppe schließlich lehrte, dass Muhammad ibn al-Hanafīya gestorben sei und das Imamat an seinen Sohn Abū Hāschim ʿAbdallāh ibn Muhammad vererbt habe. Dieser Abū Hāschim sei dann ohne Nachkommenschaft gestorben. Diese Gruppe wurde Hāschimīya genannt und spaltete sich später noch einmal in fünf Untergruppen auf:
1. eine Gruppe lehrte, dass Abū Hāschim das Imamat seinem Neffen al-Hasan ibn ʿAlī ibn Muhammad al-Hanafīya übertragen habe,
2. eine zweite Gruppe meinte, dass Abū Hāschim das Imamat dem Abbasiden Muhammad ibn ʿAlī, dem Enkel von ʿAbdallāh ibn ʿAbbās übertragen habe,
3. die dritte Gruppe meinte, dass Abū Hāschim das Imamat dem Kinditen ʿAbdallāh ibn Harb übertragen habe. Er gründete eine eigene Sekte, die Harbīya genannt wurde.
4. die vierte Gruppe lehrte, dass das Imamat nach Abū Hāschim auf Bayān ibn Samʿān überging.
5. die fünfte Gruppe übertrug das Imamat nach Abū Hāschim auf ʿAlī ibn Husain Zain al-ʿĀbidīn und vereinigte sich auf diese Weise mit der imamitischen Schia.[12]